# Мікроклімат шахти
Мікроклімат шахти – метеорологічні умови в підземних гірничих виробках шахти (рудника). М.ш. характеризується сукупністю середньорічних значень т-ри, відносної вологості, тиску, швидкості руху повітря і т-ри поверхонь виробок. Регламентація М.ш. направлена насамперед на охорону здоров’я шахтарів. В Україні гранично допустима т-ра 26°С при швидкості повітря не менше 2 м/с і вологості 90%. В ін. країнах межі інші: у Великій Британії: 27,8 °С, ФРН 28 °С, ПАР 33,3 °С (за мокрим термометром, при швидкості повітря понад 0,25 м/с). Відносна вологість повітря змінюється від 70-80% в приствольних дворах до 90-100% в кінці очисних вибоїв. Швидкість руху повітря в гірничих виробках, де постійно перебувають люди, змінюється в межах 0,25-8 м/с. 